# Physique statistique
 (décembre 2023).
La physique statistique a pour objet d'expliquer le comportement et l'évolution de systèmes macroscopiques à partir des caractéristiques de leurs constituants microscopiques. Ces constituants peuvent être des atomes, des molécules, des ions, des électrons, des photons, des neutrinos, ou des particules élémentaires et sont généralement désignés sous le terme général de particules. La physique de ces particules peut être décrite par des lois classiques ou quantiques selon les systèmes étudiés, mais la description macroscopique obtenue cherche généralement à s'accorder avec les observations de la thermodynamique classique. Pour cette raison, la physique statistique est parfois appelée thermodynamique statistique.
La physique statistique a d'abord été développée, notamment par Ludwig Boltzmann, pour comprendre les systèmes à l'équilibre, elle a ensuite été appliquée aux phénomènes se produisant hors de l'équilibre comme la nucléation, mais elle peut avoir bien d'autres usages (par exemple en aidant à comprendre le big data).

## Historique

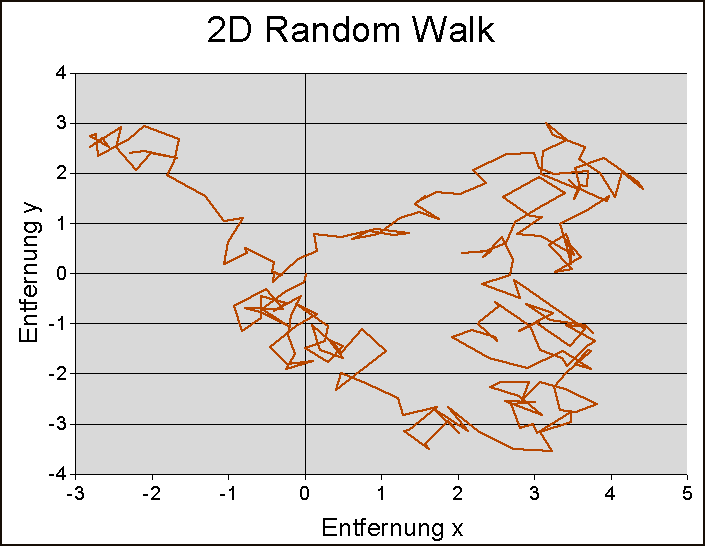
Graphique des déplacements d'un « random walker » (ou marcheur aléatoire en français). C'est un concept souvent utilisé en mathématiques et en physique pour modéliser le mouvement aléatoire d'une particule ou d'un objet dans un espace donné.

La physique statistique fut introduite initialement sous la forme de la théorie cinétique des gaz à partir du milieu du XIXe siècle, principalement par James Clerk Maxwell et Ludwig Boltzmann. Cette première approche visait à proposer un modèle simple de la matière à l'échelle atomique, et en particulier des collisions entre atomes ou molécules, pour reproduire le comportement de certaines quantités macroscopiques. C'est à cette époque que l'interprétation de la pression comme mesure de la quantité de mouvement des constituants d'un gaz a été formalisée.
La mécanique statistique fut formalisée en 1902 par Willard Gibbs,, son formalisme permettant de généraliser et de justifier a posteriori les principes de la thermodynamique d'équilibre.
Les premières extensions de la physique statistique, par rapport à la mécanique statistique, ont été l'introduction des propriétés électriques et magnétiques de la matière au sein des modèles, permettant la description des transitions de phase dans les matériaux magnétiques ou diélectriques, comme la transition ferromagnétique, notamment via l'introduction du modèle d'Ising.
Une autre étape importante fut la modification des formules statistiques, entre les années 1920 et 1930, pour tenir compte des effets de l'indiscernabilité des particules quantiques. Cette modification fut effectuée par Bose et Einstein pour les systèmes de particules de spin entier (bosons) et par Fermi et Dirac pour les systèmes de particules de spin demi-entier (fermions).
Des liens, bidirectionnels, se tissent entre l'intelligence artificielle, les réseaux neuronaux et la physique statistique : l'IA peut aider les physiciens à comprendre le monde, mais inversement, on a constaté que « certains modèles étudiés en physique statistique sont mathématiquement équivalents à ceux des statistiques en grande dimension (Big data..). En science des données, les modèles servent habituellement à guider la conception des algorithmes. En physique, les modèles (souvent les mêmes) sont étudiés, dans une optique un peu plus académique, d’abord pour comprendre leur comportement. En particulier, la physique statistique traite souvent des transitions de phases, c’est-à-dire des changements abrupts de comportement. Or, curieusement, il existe une correspondance étroite entre les phases physiques (liquide, liquide surfondu ou verre, solide) et les régions des paramètres pour lesquelles une tâche spécifique d’analyse de données est algorithmiquement impossible, difficile ou simple. » Des chercheurs tentent d'identifier ces phases dans divers problèmes de science des données, qui peuvent conduire à découvrir de nouvelles classes d’algorithmes (par exemple, des algorithmes spectraux capables de traiter des ensembles de données peu reliés), ou de nouveaux protocoles de mesures d’acquisition comprimée, inspirés de la nucléation telle qu'observée dans le monde physique.

## Introduction et généralités
Typiquement, à notre échelle, un système matériel à l'équilibre thermodynamique est décrit à l'aide d'un nombre restreint de paramètres dits macroscopiques caractérisant les valeurs de certaines grandeurs physiques macroscopiques ; par exemple, un volume de gaz à l'équilibre est caractérisé par sa densité μ, sa pression P, sa température T et son volume V. La physique statistique établit des liens statistiques entre ces grandeurs physiques macroscopiques et d'autres grandeurs microscopiques caractérisant les constituants élémentaires (atomes ou molécules) du système matériel.
Cette procédure est utile, car il est en pratique impossible de suivre l'évolution des constituants individuels du gaz. Par exemple, un litre d'air contient environ 3 × 1022 molécules (un nombre de l'ordre du nombre d'Avogadro). Même s'il était possible de suivre l'évolution individuelle de chacune d'elles, cela ne donnerait probablement pas d'information pertinente sur le système. Le but de la physique statistique est de relier les quantités macroscopiques décrivant les systèmes aux quantités d'origine microscopiques qui décrivent les constituants du système, notamment via leurs propriétés statistiques. Par exemple, la température d'un gaz parfait est une mesure de l'énergie cinétique moyenne des particules qui le composent.
Une des raisons qui permet un passage du microscopique au macroscopique est en fait le nombre gigantesque des constituants du système. Pour cette raison, on parle de l'énergie cinétique E totale des molécules d'un gaz, car les fluctuations statistiques ΔE d'une telle quantité sont limitées par la relation issue de la loi de Poisson :
{\displaystyle {\frac {\Delta E}{E}}\sim {\frac {1}{\sqrt {N}}}},

où N est le nombre de molécules du volume de gaz considéré. Il est donc possible que l'énergie cinétique totale des molécules du gaz soit, dans une petite région, légèrement différente de la valeur moyenne attendue. Même pour des petits volumes, par exemple de l'ordre de 1 mm3 pour un gaz à température et pression normales, soit environ 3 × 1016 particules, les fluctuations de l'énergie cinétique totale sont inférieures à 10−8 et en pratique presque toujours négligeables.

### Postulat fondamental

#### Énoncé
Le postulat fondamental de la physique statistique d'équilibre (aussi connu comme le postulat des probabilités a priori égales) est :
| Étant donné un système isolé en équilibre, il se trouve avec probabilités égales dans chacun de ses micro-états accessibles. |

Ce postulat est une hypothèse fondamentale en physique statistique : il signifie qu'un système n'a pas de préférence pour n'importe lequel de ses micro-états accessibles. Étant donnés Ω micro-états à énergie donnée, la probabilité que le système se trouve à un micro-état particulier est p = 1/Ω. Ce postulat, nécessaire, permet de conclure que pour un système à l'équilibre, l'état thermodynamique (le macro-état) qui peut résulter du plus grand nombre de micro-états est aussi le macro-état le plus probable du système.
Par rapport aux postulats sous-tendant la théorie cinétique des gaz, il s'agit d'un saut dans l'abstraction qui permet toutes les généralisations. Cet énoncé remplace avantageusement les modèles microscopiques à la fois simplistes et pourtant lourdement calculatoires par des incertitudes statistiques. Le modèle s'applique a priori à tout système possédant un mécanisme de redistribution statistique de l'énergie au niveau microscopique.

#### Origine: l'hypothèse ergodique
Dans le cadre naissant de la théorie cinétique des gaz, Boltzmann a formulé en 1871 une hypothèse, connue aujourd'hui sous le nom d'hypothèse ergodique : « Le point représentatif d'un système hamiltonien invariant par translation dans le temps passe au cours du temps par chaque point de l'hypersurface d'énergie constante. »
Il a été prouvé en 1910 que cette hypothèse est fausse, mais on a depuis démontré que certains systèmes physiques vérifient l'hypothèse quasi-ergodique :

Le point représentatif d'un système hamiltonien invariant par translation dans le temps passe au cours du temps aussi près que l'on veut de chaque point de l'hypersurface d'énergie constante.
Cependant, en dépit de progrès très importants réalisés en théorie ergodique et en théorie du chaos, l'utilisation de l'hypothèse quasi-ergodique pour justifier le postulat fondamental de la physique statistique reste à ce jour controversée.

#### Équiprobabilité et information
En théorie de l'information, l'information est l'opposée du logarithme de la probabilité : {\displaystyle I=-\ln \ p}.
Dans ce contexte, l'entropie est définie comme la moyenne de l'information contenue dans le système :
| {\displaystyle S\ =\ \langle \ I\ \rangle \ =\ -\sum _{i}\ p_{i}\ \ln p_{i}} |

C'est une fonction continue de plusieurs variables, dont on peut montrer qu'elle admet un maximum global lorsque tous les {\displaystyle p_{i}} sont égaux. Ceci signifie qu'avec l'hypothèse d'équiprobabilité, S est maximale. On interprète cela en disant qu'on a alors un minimum d'information, ou encore un maximum d'incertitude, sur le système.
Par contre, quand l'un des évènements est certain, sa probabilité vaut 1 tandis que tous les autres {\displaystyle p_{i}} sont nuls. On connaît alors exactement la configuration du système et l'incertitude est nulle. Dans ce cas l'entropie admet sa valeur minimale, en l'occurrence 0.

### Généralisations aux problèmes analogues
Les méthodes de description mathématique développées dans le cadre de la physique statistique ont trouvé des applications dans pratiquement tous les domaines de la physique moderne ou de la chimie, mais aussi en économie, dans les sciences humaines, etc.

## Outils et procédés
La formulation moderne de cette théorie se fonde sur la description des systèmes physiques étudiés par le biais d'ensembles statistiques. De tels ensembles représentent la totalité des configurations possibles du système associées à leur probabilités de réalisation. À chaque ensemble est associée une fonction de partition qui, par manipulations mathématiques, permet d'extraire les grandeurs thermodynamiques du système. Selon les relations du système avec le reste de l'univers, on distingue généralement trois types d'ensemble, du plus simple au plus complexe :
- l'ensemble microcanonique ;
- l'ensemble canonique ;
- l'ensemble grand canonique.

### Ensemble microcanonique
Cet ensemble décrit le cas idéal d'un système complètement isolé d'énergie {\displaystyle E} constante, et n'échangeant donc ni particule, ni énergie, ni volume avec le reste de l'univers. L'intérêt de ce modèle est qu'il permet de définir l'entropie sous sa forme la plus simple.

#### Entropie microcanonique
Le système étant à l'équilibre macroscopique, mais libre d'évoluer à l'échelle microscopique entre {\displaystyle \Omega } micro-états différents, son entropie est donnée par la formule de Boltzmann (1877) :
| {\displaystyle S\ =\ k_{B}\ \ln \Omega } |

où {\displaystyle k_{B}} est la constante de Boltzmann. Cette définition correspond à l'entropie de Shannon :
| {\displaystyle S\ =\ -\ k_{B}\sum _{i}p_{i}\ \ln p_{i}} |

d'une configuration de {\displaystyle \Omega } micro-états équiprobables :
| {\displaystyle p_{i}\ =\ {\frac {1}{\Omega }}} |

#### Extensivité de l'entropie
L'énergie macroscopique totale {\displaystyle E} du système isolé étudié est toujours supérieure ou égale à une certaine valeur {\displaystyle E_{0}} minimale, appelée énergie de l'état fondamental du système. De plus, le comptage du nombre {\displaystyle \Omega } de micro-états du système fermé d'énergie totale {\displaystyle E} nécessite en général l'introduction d'une certaine incertitude {\displaystyle \Delta E} d'ordre mésoscopique.
On peut montrer que, pour un système « ordinaire », le nombre {\displaystyle \Omega } de micro-états est une fonction rapidement croissante de l'énergie de la forme :
| {\displaystyle \Omega (E,N)\ \propto \ \left(E-E_{0}\right)^{N}} |

où N le nombre de degrés de liberté total du système, supposé très grand. Il est alors possible de montrer que lorsque l'énergie totale E n'est pas trop proche de sa valeur minimale, l'entropie S(E,N) calculée par la formule de Boltzmann est :
- de l'ordre de N, donc l'entropie microcanonique est bien extensive à la limite thermodynamique.
- indépendante de la valeur exacte de l'incertitude {\displaystyle \Delta E}.

### Ensemble canonique
L'ensemble canonique décrit un système fermé en équilibre thermique avec un thermostat extérieur. Ce système fermé peut donc échanger de l'énergie sous forme de transfert thermique avec l'extérieur, à l'exclusion de toute autre quantité.

#### Fonction de partition canonique
Dans les conditions citées ci-dessus, on démontre que la probabilité {\displaystyle p_{i}} pour que le système fermé réalise un état {\displaystyle i} d'énergie {\displaystyle E_{i}} est donnée par la formule de Boltzmann :
| {\displaystyle p_{i}\ =\ {\frac {e^{-\beta E_{i}}}{Z}}} |

L'identification de l'entropie de la physique statistique à celle de la thermodynamique permet de relier β à la température thermodynamique T
Le facteur de normalisation Z se calcule en écrivant la condition des probabilités totales :
| {\displaystyle \sum _{i}p_{i}\ =\ 1} |

Z est appelé la fonction de partition canonique du système fermé, et s'écrit explicitement :
| {\displaystyle Z\ =\ \sum _{\{k\ \mathrm {accessible} \}}e^{-\beta E_{k}}} |

Cette fonction de partition permet de déduire toutes les grandeurs macroscopiques du système fermé comme moyennes des grandeurs microscopiques associées.

#### Observables macroscopiques
L'énergie interne U est la moyenne macroscopique de l'ensemble des énergies microscopiques {\displaystyle E_{i}} :
| {\displaystyle U\ =\ \langle \ E\ \rangle \ =\ \sum _{\{i\ \mathrm {accessible} \}}p_{i}\ E_{i}\ =\ -\ {\frac {1}{Z}}\ {\frac {dZ}{d\beta }}\ =\ -\ {\frac {d\ln Z}{d\beta }}} |

De même, pour toute grandeur A prenant des valeurs {\displaystyle A_{i}} définies sur les micro-états i associés aux énergies {\displaystyle E_{i}}, on peut définir la valeur moyenne :
| {\displaystyle \langle \ A\ \rangle \ =\ \sum _{\{i\ \mathrm {accessible} \}}p_{i}\ A_{i}} |

Appliquons en particulier cette formule à l'entropie, en posant que les micro-états {\displaystyle E_{i}} définissent des systèmes représentables comme des ensembles microcanoniques, nous avons défini pour chaque micro-état i une entropie microcanonique :
| {\displaystyle S_{i}\ =\ k_{B}\ \ln \Omega _{i}\ =\ -\ k_{B}\ \ln p_{i}} |

L'entropie totale du système prend alors la forme :
| {\displaystyle S\ =\ \langle \ S_{i}\ \rangle \ =\ \sum _{\{i\ \mathrm {accessible} \}}p_{i}\ S_{i}} |

| {\displaystyle \ =\ -\ \sum _{\{i\ \mathrm {accessible} \}}k_{B}\ p_{i}\ \ln p_{i}} |

Remplaçons la probabilité par son expression dans le logarithme :
| {\displaystyle S\ =\ -\ k_{B}\ \sum _{\{i\ \mathrm {accessible} \}}\ p_{i}\ \times \ \ln({e^{-\beta E_{i}}/Z})} |

| {\displaystyle =\ +\ k_{B}\ \sum _{\{i\ \mathrm {accessible} \}}\ p_{i}\ \times \ \left[\ \beta E_{i}+\ln Z\ \right]} |

D'après la définition de la température inverse, on a : {\displaystyle k_{B}\beta =1/T}, d'où :
| {\displaystyle S\ =\ {1 \over T}\ \sum _{\{i\ \mathrm {accessible} \}}\ p_{i}\ E_{i}\quad +\quad k_{B}\ \sum _{\{i\ \mathrm {accessible} \}}\ p_{i}\ \ln Z} |

On reconnaît dans le premier terme la valeur moyenne de l'énergie. Par ailleurs, le logarithme de Z est indépendant de l'indice i. On obtient alors en utilisant la condition de normalisation des probabilités :
| {\displaystyle S\ =\ {\langle \ E\ \rangle \over T}\ +\ k_{B}\ \ln Z\ =\ {U \over T}\ +\ k_{B}\ \ln Z} |

En rapprochant cette formule de celle donnant l'énergie libre F en thermodynamique : F = U - T S, il vient naturellement :
| {\displaystyle F\ =\ -\ k_{B}T\ \ln Z} |

ou encore :
| {\displaystyle Z\ =\ e^{-\beta F}} |

#### Tableau récapitulatif
Les expressions de F, de U et de S sont suffisantes pour en déduire toutes les autres grandeurs thermodynamiques :
| Nom                                     | Formule |
| --------------------------------------- | --- |
| Énergie libre de Helmholz               | {\displaystyle F\ =\ -\ {\ln Z \over \beta }}                                                                                                  |
| Énergie interne                         | {\displaystyle U\ =\ -\ \left({\partial \ln Z \over \partial \beta }\right)_{N,V}}                                                             |
| Pression                                | {\displaystyle p\ =\ -\ \left({\partial F \over \partial V}\right)\ =\ {1 \over \beta }\ \left({\partial \ln Z \over \partial V}\right)_{N,T}} |
| Entropie                                | {\displaystyle S\ =\ k_{B}\ ({\ln Z+\beta \,U})\,}                                                                                             |
| Enthalpie libre de Gibbs                | {\displaystyle G\ =\ F\ +\ p\,V\ =\ -\ {\ln Z \over \beta }\ +\ {V \over \beta }\ \left({\partial \ln Z \over \partial V}\right)_{N,T}}        |
| Enthalpie                               | {\displaystyle H\ =\ U\ +\ p\,V\,} |
| Température                             | {\displaystyle {\frac {1}{T}}={\biggl (}{\frac {\partial S}{\partial U}}{\biggr )}_{V,N}}                                                      |
| Chaleur spécifique à volume constant    | {\displaystyle C_{V}\ =\ \left({\partial U \over \partial T}\right)_{N,V}\,}                                                                   |
| Chaleur spécifique à pression constante | {\displaystyle C_{p}\ =\ \left({\partial H \over \partial T}\right)_{N,p}\,}                                                                   |
| Potentiel chimique                      | {\displaystyle \mu _{i}\ =\ -\ {1 \over \beta }\ \left({\partial \ln Z \over \partial N_{i}}\right)_{T,V,N}}                                   |

Pour la dernière entrée, il ne s'agit pas de l'ensemble grand-canonique. Il est souvent utile de considérer que l'énergie d'une molécule donnée est distribuée entre plusieurs modes. Par exemple, l'énergie de translation est la partie de l'énergie relative au mouvement du centre de masse de la molécule. L'énergie de configuration se rapporte à la portion de l'énergie associée aux diverses forces attractives et répulsives entre les molécules du système. Les autres modes sont tous considérés comme internes aux molécules. Ils incluent les modes rotationnels, vibrationnels, électroniques et nucléaires. Si nous supposons que chaque mode est indépendant, l'énergie totale peut être exprimée comme la somme de la contribution de chaque composant :
| {\displaystyle E\ =\ E_{t}\ +\ E_{c}\ +\ E_{n}\ +\ E_{e}\ +\ E_{r}\ +\ E_{v}} |

où les indices t, c, n, e, r et v correspondent aux énergies des modes de translation, de configuration, nucléaires, électroniques, rotationnels, et vibrationnels respectivement.
En substituant cette équation dans la toute première équation, nous obtenons :
| {\displaystyle Z\ =\ \sum _{i_{j}\ \mathrm {niveau\ interne\ a} \ j}\ \left[\ \prod _{j\,\in \,\{\,t,c,n,e,r,v\,\}}\ \exp \ (\,-\,\beta \,E_{ji_{j}})\ \right]} |

Grâce à l'indépendance des modes, on peut permuter la somme et le produit :
| {\displaystyle Z\ =\ \prod _{j\,\in \,\{\,t,c,n,e,r,v\,\}}\ \left[\ \sum _{i_{j}\ \mathrm {niveau\ interne\ a} \ j}\ \exp \ (\,-\,\beta \,E_{ji_{j}})\ \right]} |

Ainsi, pour chaque mode, on peut définir une fonction de partition associée, et on obtient la fonction de partition totale comme produit de ces fonctions de partition de modes :
| {\displaystyle Z\ =\ Z_{t}\ \times \ Z_{c}\ \times \ Z_{n}\ \times \ Z_{e}\ \times \ Z_{r}\ \times \ Z_{v}} |

Des expressions simples en sont dérivées pour chacun des modes relatifs à des propriétés moléculaires, telles que les fréquences rotationnelles et vibrationnelles. Les expressions des diverses fonctions de partitions sont données dans la table suivante :
| Type                        | Formule                                                                                                |
| --------------------------- | --- |
| Nucléaire                   | {\displaystyle Z\ =\ 1\quad (T<10^{8})}                                                                |
| Électronique                | {\displaystyle Z_{0}\ =\ \exp(k_{B}TD_{e}+W1\exp(-\theta _{e1}/T)+...)\,}                              |
| Vibrationnel                | {\displaystyle Z_{v}\ =\ \prod {\exp({-\theta _{vj}/2T}) \over {1-\exp({-\theta _{vj}/T})}}}           |
| Rotationnel (linéaire)      | {\displaystyle Z_{r}\ =\ {T \over \sigma }\theta _{R}}                                                 |
| Rotationnel (non linéaire)  | {\displaystyle Z_{r}\ =\ {T \over \sigma }{\sqrt {\pi T^{3} \over \theta _{1}\theta _{2}\theta _{3}}}} |
| Translation                 | {\displaystyle Z_{t}\ =\ {(2\pi mk_{B}T)^{3/2} \over {h^{3}}}}                                         |
| Configuration (gaz parfait) | {\displaystyle Z_{c}\ =\ V\,}                                                                          |

Ces équations peuvent être combinées avec celles de la première table pour déterminer la contribution d'un mode énergétique spécifique aux propriétés thermodynamiques. Par exemple, la « pression de rotation » peut être déterminée de cette manière. La pression totale peut être trouvée en sommant les contributions de pression de tous les modes individuels :
| {\displaystyle p\ =\ p_{t}\ +\ p_{c}\ +\ p_{n}\ +\ p_{e}\ +\ p_{r}\ +\ p_{v}} |

### Ensemble grand-canonique
Si le système est ouvert (c'est-à-dire s'il permet l'échange de particules avec l'extérieur), nous devons introduire les potentiels chimiques et remplacer la fonction de partition canonique par la fonction de partition grand-canonique :
| {\displaystyle \Xi (V,T,\mu )=\sum _{i}\exp \left(\beta [\sum _{j=1}^{n}\mu _{j}N_{ij}-E_{i}]\right)\,} |

où {\displaystyle N_{ij}} est le nombre de particules de la j-ème espèce dans la i-ème configuration. Il peut arriver aussi que nous ayons d'autres variables à ajouter à la fonction de partition, une variable par quantité conservée.
La plupart d'entre elles, cependant, peuvent sans problème être interprétées comme des potentiels chimiques. Dans la plupart des problèmes de matière condensée, les effets sont non relativistes et la masse est conservée.
La masse est inversement reliée à la densité, qui est la variable conjuguée de la pression.
Dans le reste de l'article, nous ignorerons cette difficulté et supposerons que les potentiels chimiques ne changent rien. Examinons l'ensemble grand canonique.
Recalculons toutes les expressions en utilisant l'ensemble grand-canonique. Le volume est fixé et ne figure pas dans ce traitement. Comme précédemment, j est l'indice des particules de la j-ème espèce et i est l'indice du i-ème micro-état :
| {\displaystyle U=\sum _{i}{E_{i}\exp \left(-\beta [E_{i}-\sum _{j=1}\mu _{j}N_{ij}]\right) \over \Xi }\,} {\displaystyle N_{j}=\sum _{i}{N_{ij}\exp \left(-\beta [E_{i}-\sum _{j=1}\mu _{j}N_{ij}]\right) \over \Xi }\,} |

| Nom                        | Formule |
| -------------------------- | --- |
| Grand potentiel            | {\displaystyle \Phi _{G}=-{\ln \Xi \over \beta }} |
| Énergie interne            | {\displaystyle U=-\left({\partial \ln \Xi \over \partial \beta }\right)_{\mu }+\sum {\mu _{i} \over \beta }\left({\partial \ln \Xi \over \partial \mu _{i}}\right)_{\beta }} |
| Nombre de particules       | {\displaystyle N_{i}={1 \over \beta }\left({\partial \ln \Xi \over \partial \mu }\right)_{\beta }}                                                                           |
| Entropie                   | {\displaystyle S=k_{B}\left(\ln \Xi +\beta U-\beta \sum _{i}\mu _{i}N_{i}\right)\,}                                                                                          |
| Énergie libre de Helmholtz | {\displaystyle F=\Phi _{G}+\sum _{i}\mu _{i}N_{i}=-{\ln \Xi \over \beta }+\sum {\mu _{i} \over \beta }\left({\partial \ln \Xi \over \partial \mu _{i}}\right)_{\beta }\,}    |